# Titus Manlius Torquatus (Konsul 165 v. Chr.)
Titus Manlius Torquatus entstammte dem römischen Patriziergeschlecht der Manlier und war 165 v. Chr. Konsul.

## Leben
Titus Manlius Torquatus hatte nach der Filiationsangabe der Fasti Capitolini einen gleichnamigen Großvater, der wohl mit dem Konsul von 235 und 224 v. Chr. zu identifizieren ist.
Seit 170 v. Chr. übte Torquatus das sakrale Amt eines Pontifex aus. Wahrscheinlich war er um 170 v. Chr. außerdem Prätor. Der Aufstieg zum Konsulat gelang ihm 165 v. Chr., als er dieses höchste Staatsamt mit Gnaeus Octavius als Amtskollegen ausübte. Vermutlich verhalf er dann Aulus Manlius Torquatus, der sein jüngerer Bruder gewesen sein dürfte, zum Konsulat des nächsten Jahres 164 v. Chr.
Als Ptolemaios VIII., der jüngere Bruder des ägyptischen Königs Ptolemaios VI., 162 v. Chr. in Rom um Unterstützung für sein Anliegen warb, Zypern seinem Herrschaftsbereich hinzuzufügen, beauftragte der Senat Torquatus, Gnaeus Cornelius Merula und weitere Legaten, die zerstrittenen ptolemäischen Brüder miteinander zu versöhnen und Ptolemaios VIII. unblutig die Regierungsgewalt über Zypern zu verschaffen. Ptolemaios VIII. machte sich mit den römischen Gesandten auf die Reise, musste aber auf deren Druck unterwegs in Griechenland rekrutierte Söldner wieder entlassen und gemeinsam mit Merula den Ausgang der Verhandlungen abwarten, die Torquatus unterdessen in Alexandria mit Ptolemaios VI. führte. Diese Gespräche blieben aber fruchtlos. Nach ihrer Rückkehr nach Rom 161 v. Chr. unterstützen Torquatus und Merula daher die Gesandten Ptolemaios’ VIII., sodass u. a. das Bündnis Roms mit dem ägyptischen König gekündigt wurde.
Torquatus ließ seinen Sohn von jenem Plebejer namens Decimus Iunius Silanus adoptieren, der 146 v. Chr. der Kommission zur Übersetzung eines vom Karthager Mago verfassten Lehrbuchs über die Landwirtschaft vorstand. Der Sohn des Torquatus hieß nach seiner Adoption ebenfalls Decimus Iunius Silanus und war 141 v. Chr. Prätor der Provinz Macedonia. 140 v. Chr. wurde er angeklagt, in seiner Amtszeit als Prätor bedenkliche Finanzgeschäfte getätigt zu haben. Torquatus, der ein angesehener Rechtsgelehrter war, durfte mit Genehmigung des Senats die Anklage gegen seinen Sohn in seinem eigenen Haus gerichtlich untersuchen. Nachdem er beide Seiten gehört hatte, kam er nach sorgfältiger Prüfung ihrer Ausführungen zum Schluss, dass sein Sohn als Prätor Amtsmissbrauch begangen habe und verstieß ihn zur Strafe. Silanus war durch diesen Schuldspruch seines Vaters sehr getroffen und beging Selbstmord. Torquatus hatte nach altem Brauch in seiner Familie strenge Gerechtigkeit geübt und ging nicht einmal zum Begräbnis seines Sohnes, sondern wirkte wie üblich als Rechtsberater.
Nach 140 v. Chr. wird Torquatus nicht mehr erwähnt; sein Todesjahr ist unbekannt.